# Olympische Sommerspiele 1988/Fechten
Bei den Olympischen Sommerspielen 1988 in der südkoreanischen Hauptstadt Seoul fanden acht Wettkämpfe im Fechten statt. Austragungsort war das Olympic Gymnasium No. 2 im Olympic Park Seoul.

## Bilanz

### Medaillenspiegel
| Platz | Land           | Gold | Silber | Bronze | Gesamt |
| ----- | -------------- | ---- | ------ | ------ | ------ |
| 1     | BR Deutschland | 3    | 3      | 1      | 7      |
| 2     | Frankreich     | 2    | 1      | –      | 3      |
| 3     | Sowjetunion    | 1    | 1      | 3      | 5      |
| 4     | Italien        | 1    | 1      | 2      | 4      |
| 5     | Ungarn         | 1    | –      | 2      | 3      |
| 6     | DDR            | –    | 1      | –      | 1      |
| 6     | Polen          | –    | 1      | –      | 1      |

### Medaillengewinner
| Konkurrenz         | Gold                                                                                  | Silber                                                                                    | Bronze                                                                                      |
| ------------------ | ------------------------------------------------------------------------------------- | ----------------------------------------------------------------------------------------- | ------------------------------------------------------------------------------------------- |
| Degen Einzel       | Arnd Schmitt                                                                          | Philippe Riboud                                                                           | Andrei Schuwalow                                                                            |
| Degen Mannschaft   | Frédéric Delpla, Jean-Michel Henry, Olivier Lenglet, Philippe Riboud, Éric Srecki     | Elmar Borrmann, Thomas Gerull, Alexander Pusch, Volker Fischer, Arnd Schmitt              | Pawel Kolobkow, Wladimir Resnitschenko, Andrei Schuwalow, Igor Tichomirow, Mychajlo Tyschko |
| Florett Einzel     | Stefano Cerioni                                                                       | Udo Wagner                                                                                | Alexander Romankow                                                                          |
| Florett Mannschaft | Wladimir Apziauri, Anwar Ibragimow, Boris Korezki, İlqar Məmmədov, Alexander Romankow | Matthias Behr, Thomas Endres, Mathias Gey, Ulrich Schreck, Thorsten Weidner               | István Busa, Zsolt Érsek, Róbert Gátai, István Szelei Pál Szekeres                          |
| Säbel Einzel       | Jean-François Lamour                                                                  | Janusz Olech                                                                              | Giovanni Scalzo                                                                             |
| Säbel Mannschaft   | Imre Bujdosó, László Csongrádi, Imre Gedővári, György Nébald, Bence Szabó             | Andrei Alschan, Michail Burzew, Sergei Korjaschkin, Serhij Mindirhassow, Heorhij Pohossow | Massimo Cavaliere, Gianfranco Dalla Barba, Marco Marin, Ferdinando Meglio, Giovanni Scalzo  |

| Konkurrenz         | Gold                                                                        | Silber                                                                                       | Bronze                                                                           |
| ------------------ | --------------------------------------------------------------------------- | -------------------------------------------------------------------------------------------- | -------------------------------------------------------------------------------- |
| Florett Einzel     | Anja Fichtel                                                                | Sabine Bau                                                                                   | Zita Funkenhauser                                                                |
| Florett Mannschaft | Sabine Bau, Anja Fichtel, Zita Funkenhauser, Annette Klug, Christiane Weber | Francesca Bortolozzi, Annapia Gandolfi, Lucia Traversa, Dorina Vaccaroni, Margherita Zalaffi | Zsuzsanna Jánosi, Edit Kovács, Gertrúd Stefanek, Zsuzsanna Szőcs Katalin Tuschák |

## Ergebnisse Männer

### Degen Einzel
| Platz | Land | Sportler               |
| ----- | ---- | ---------------------- |
| 1     | FRG  | Arnd Schmitt           |
| 2     | FRA  | Philippe Riboud        |
| 3     | URS  | Andrei Schuwalow       |
| 4     | ITA  | Sandro Cuomo           |
| 5     | GDR  | Torsten Kühnemund      |
| 6     | SWE  | Jerri Bergström        |
| 7     | NZL  | Martin Brill           |
| 8     | URS  | Wladimir Resnitschenko |

Datum: 23. bis 24. September 1988 

79 Teilnehmer aus 33 Ländern

### Degen Mannschaft
| Platz | Land | Sportler                                                                                    |
| ----- | ---- | ------------------------------------------------------------------------------------------- |
| 1     | FRA  | Frédéric Delpla, Jean-Michel Henry, Olivier Lenglet, Philippe Riboud, Éric Srecki           |
| 2     | FRG  | Elmar Borrmann, Thomas Gerull, Alexander Pusch, Volker Fischer, Arnd Schmitt                |
| 3     | URS  | Pawel Kolobkow, Wladimir Resnitschenko, Andrei Schuwalow, Igor Tichomirow, Mychajlo Tyschko |
| 4     | ITA  | Stefano Bellone, Andrea Bermond, Sandro Cuomo, Angelo Mazzoni, Stefano Pantano              |
| 5     | SUI  | Patrice Gaille, André Kuhn, Zsolt Madarasz, Gérald Pfefferle, Michel Poffet                 |
| 6     | HUN  | László Fábián, Ferenc Hegedűs, Ernő Kolczonay, Szabolcs Pásztor, Zoltán Székely             |
| 7     | KOR  | Jo Hui-je, Lee Il-hui, Lee Sang-gi, Yang Dal-sik, Yun Nam-jin                               |
| 8     | SWE  | Johan Bergdahl, Jerri Bergström, Otto Drakenberg, Ulf Sandegren, Péter Vánky                |

Datum: 29. bis 30. September 1988 

85 Teilnehmer aus 18 Ländern

### Florett Einzel
| Platz | Land | Sportler           |
| ----- | ---- | ------------------ |
| 1     | ITA  | Stefano Cerioni    |
| 2     | GDR  | Udo Wagner         |
| 3     | URS  | Alexander Romankow |
| 4     | FRG  | Ulrich Schreck     |
| 5     | HUN  | Zsolt Érsek        |
| 6     | ITA  | Mauro Numa         |
| 7     | GDR  | Jens Howe          |
| 8     | FRG  | Mathias Gey        |

Datum: 20. bis 21. September 1988 

68 Teilnehmer aus 29 Ländern

### Florett Mannschaft
| Platz | Land | Sportler                                                                                   |
| ----- | ---- | ------------------------------------------------------------------------------------------ |
| 1     | URS  | Wladimir Apziauri, Anwar Ibragimow, Boris Korezki, İlqar Məmmədov, Alexander Romankow      |
| 2     | FRG  | Matthias Behr, Thomas Endres, Mathias Gey, Ulrich Schreck, Thorsten Weidner                |
| 3     | HUN  | István Busa, Zsolt Érsek, Róbert Gátai, István Szelei, Pál Szekeres                        |
| 4     | GDR  | Aris Enkelmann, Adrian Germanus, Jens Gusek, Jens Howe, Udo Wagner                         |
| 5     | POL  | Leszek Bandach, Waldemar Ciesielczyk, Piotr Kiełpikowski, Marian Sypniewski, Bogusław Zych |
| 6     | FRA  | Laurent Bel, Patrick Groc, Youssef Hocine, Patrice Lhôtellier, Philippe Omnès              |
| 7     | ITA  | Andrea Borella, Stefano Cerioni, Federico Cervi, Andrea Cipressa, Mauro Numa               |
| 8     | CHN  | Lao Shaopei, Liu Yunhong, Ye Chong, Zhang Zhicheng                                         |

Datum: 26. bis 27. September 1988 

76 Teilnehmer aus 16 Ländern

### Säbel Einzel
| Platz | Land | Sportler             |
| ----- | ---- | -------------------- |
| 1     | FRA  | Jean-François Lamour |
| 2     | POL  | Janusz Olech         |
| 3     | ITA  | Giovanni Scalzo      |
| 4     | FRA  | Philippe Delrieu     |
| 5     | HUN  | György Nébald        |
| 6     | URS  | Heorhij Pohossow     |
| 7     | FRG  | Felix Becker         |
| 8     | FRG  | Jürgen Nolte         |

Datum: 22. bis 23. September 1988 

40 Teilnehmer aus 18 Ländern

### Säbel Mannschaft
| Platz | Land | Sportler                                                                                         |
| ----- | ---- | ------------------------------------------------------------------------------------------------ |
| 1     | HUN  | Imre Bujdosó, László Csongrádi, Imre Gedővári, György Nébald, Bence Szabó                        |
| 2     | URS  | Andrei Alschan, Michail Burzew, Sergei Korjaschkin, Serhij Mindirhassow, Heorhij Pohossow        |
| 3     | ITA  | Massimo Cavaliere, Gianfranco Dalla Barba, Marco Marin, Ferdinando Meglio, Giovanni Scalzo       |
| 4     | FRA  | Philippe Delrieu, Franck Ducheix, Pierre Guichot, Jean-François Lamour                           |
| 5     | POL  | Marek Gniewkowski, Robert Kościelniakowski, Andrzej Kostrzewa, Janusz Olech, Tadeusz Piguła      |
| 6     | FRG  | Felix Becker, Jörg Kempenich, Jürgen Nolte, Dieter Schneider, Stephan Thönneßen                  |
| 7     | USA  | Bob Cottingham, Paul Friedberg, Michael Lofton, Steve Mormando, Peter Westbrook                  |
| 8     | BGR  | Christo Etropolski, Wassil Etropolski, Nikolaj Marintschewski, Nikolaj Mateew, Georgi Tschomakow |

Datum: 28. bis 29. September 1988 

53 Teilnehmer aus 11 Ländern

## Ergebnisse Frauen

### Florett Einzel
| Platz | Land | Sportlerin         |
| ----- | ---- | ------------------ |
| 1     | FRG  | Anja Fichtel       |
| 2     | FRG  | Sabine Bau         |
| 3     | FRG  | Zita Funkenhauser  |
| 4     | HUN  | Zsuzsanna Jánosi   |
| 5     | URS  | Tatjana Sadowskaja |
| 6     | HUN  | Gertrúd Stefanek   |
| 7     | CHN  | Sun Hongyun        |
| 8     | URS  | Jelena Glikina     |

Datum: 21. bis 22. September 1988 

45 Teilnehmerinnen aus 19 Ländern

### Florett Mannschaft
| Platz | Land | Sportlerinnen                                                                                         |
| ----- | ---- | --- |
| 1     | FRG  | Sabine Bau, Anja Fichtel, Zita Funkenhauser, Annette Klug, Christiane Weber                           |
| 2     | ITA  | Francesca Bortolozzi, Annapia Gandolfi, Lucia Traversa, Dorina Vaccaroni, Margherita Zalaffi          |
| 3     | HUN  | Zsuzsanna Jánosi, Edit Kovács, Gertrúd Stefanek, Zsuzsanna Szőcs, Katalin Tuschák                     |
| 4     | URS  | Jelena Glikina, Jelena Grischina, Tatjana Sadowskaja, Marina Sobolewa, Olga Woschtschakina            |
| 5     | CHN  | Li Huahua, Luan Jujie, Sun Hongyun, Xiao Aihua, Zhu Qingyuan                                          |
| 6     | USA  | Caitlin Bilodeaux, Elaine Cheris, Sharon Monplaisir, Mary O’Neill, Molly Sullivan                     |
| 7     | FRA  | Brigitte Latrille-Gaudin, Gisèle Meygret, Isabelle Spennato, Nathalie Pallet, Laurence Modaine-Cessac |
| 8     | KOR  | Kim Jin-sun, Park Eun-hui, Sin Seong-ja, Tak Jeong-im, Yun Jeong-suk                                  |

Datum: 27. bis 28. September 1988 

60 Teilnehmerinnen aus 12 Ländern